# الرقابة في كندا
تعتبر الطعون التي يقدمها القضاء بالنسبة لمعايير المجتمع والمصلحة العامة في كندا، المحددات النهائية لأشكال التعبير التي يمكن نشرها أو بثها أو تعميمها علنًا في القانون. تشمل المنظمات العامة الأخرى التي تتمتع بسلطة الرقابة بعض الهيئات القضائية والمحاكم بموجب قوانين حقوق الإنسان الإقليمية، ولجنة الإذاعة والتلفزيون والاتصالات الكندية، وكذلك جمعيات الرقابة الذاتية للشركات الخاصة مثل الرابطة الكندية للمذيعين ومجلس معايير البث الكندي.
تحولت المعايير القانونية للرقابة في كندا خلال القرن العشرين من «ممارسة قوية محورها الدولة» هادفة إلى حماية المجتمع من التدهور الاجتماعي المتصور، إلى شكل أكثر لامركزية من الرقابة، بتحريض من المجموعات المجتمعية التي تحتج على دعم الدولة لتقييد التعبير العلني عن المعارضين السياسيين والأيديولوجيين.

## الإنترنت
لا تحصل قنونة محتوى الإنترنت على وجه التحديد في كندا، ولكن القوانين المحلية تنطبق على مواقع الويب المستضافة في كندا، وكذلك على المقيمين الذين يستضيفون مواقع على خوادم في ولايات قضائية أخرى. حالة إرنست زوندل من الأمثلة المعروفة، إذ حققت فيه لجنة حقوق الإنسان الكندية بتهمة الترويج للكراهية العرقية عبر موقعه على الإنترنت.
قامت تيليوس بحظر موقع ويب يديره أعضاء من اتحاد عمال الاتصالات لفترة وجيزة في يوليو 2005، وذاك في خضم نزاع عمالي مع المجموعة، وأشارت إلى مخاوف بشأن نشر صور للموظفين الذين عبروا خطوط الاعتصام، ودعوتها القراء إلى التشويش على خطوط الهاتف الخاصة بالشركة. رُفع الحظر عن الموقع بعد الحصول على أمر قضائي بمنعه من نشر المعلومات الشخصية لموظفي تيليوس.
أعلن مقدمو خدمات الإنترنت في كندا: بيل، وبيل أليانت، وإم تي إس أولستريم، وروجيرز، وشاو، وساسكتيل، وتيليوس، وفيديوتورن، عن مشروع كلينفيد كندا في نوفمبر 2006، وهو جهد تطوعي لحظر مواقع الويب التي تستضيف المواد الإباحية للأطفال. جُمعت قائمة المواقع المحجوبة من إبلاغات مستخدمي الإنترنت وجرى التحقيق فيها من قبل منظمة Cybertip.ca المستقلة. أُشيد بمشروع كلينفيد بعد تأسيسه من قبل شرطة الخيالة الكندية الملكية. إيرلا كيم ماكول (التي كانت آنذاك رئيسة المركز القومي لمعالجة استغلال الأطفال).
قضت المحكمة العليا في كندا في أكتوبر 2011، بالإجماع بأنه لا يمكن اعتبار المنشورات مسؤولة عن الارتباط بمواد تشهيرية، طالما أن الارتباط بحد ذاته ليس تشهيريًا.

### المقامرة عبر الإنترنت
اقترحت مقاطعة كيبيك تشريعات تفرض حظر مواقع الويب غير المرخصة للمقامرة عبر الإنترنت- كما حددها لوتو كيبك- من قبل مزودي خدمات الإنترنت دفاعًا عن اسباسيجيو التي يديرها لوتو-كيبك. انتُقد الاقتراح بسبب السوابق المحتملة التي يمكن أن يضعها مثل هذا التشريع، لأنه سيكون أول قانون رقابة على الإنترنت يُمرر من قبل الحكومة الكندية، بالإضافة إلى نية القانون للحفاظ على الاحتكار. مُرر مشروع القانون 74 من قبل حكومة المقاطعة في مايو 2016. طُعن فيه في محكمة كيبك العليا من قبل جمعية الاتصالات اللاسلكية الكندية، ومن قبل مركز الدفاع عن المصلحة العامة في شكوى مقدمة إلى لجنة الإذاعة والتلفزيون والاتصالات الكندية. قررت اللجنة في ديسمبر 2016، أنها ستنتظر نتيجة الدعوى القضائية قبل إصدار حكم نهائي، لكنها كررت أنه لا يجوز لمزود خدمة الإنترنت مراقبة مواقع الويب دون موافقة بموجب قانون الاتصالات، وأن «الامتثال لقوانين أو متطلبات قانونية أخرى- سواء كانت بلدية أو إقليمية أو أجنبية- لا يبرر في حد ذاته منع مواقع ويب معينة من قبل المخدمات الكندية، في غياب موافقة اللجنة». ألغت محكمة كيبك العليا القانون في يوليو 2018، مستشهدة بهذه الأمور باعتبارها من مسؤولية الحكومة الفيدرالية، ومفهوم حيادية الشبكة الذي أيدته لجنة الإذاعة والتلفزيون والاتصالات الكندية.

### انتهاك حقوق النشر
اقترح تحالف فيربلاي كندا- تحالف صناعي شكلته تكتلات كبرى في مجال الاتصالات والإعلام الكندية- على هيئة الإذاعة والتلفزيون والاتصالات الكندية في 28 يناير 2018، تشكيل نظام إلزامي لحجب مواقع الويب المتورطة «بشكل صارخ» في انتهاك حقوق النشر. سيستفيد النظام من منظمة مستقلة لتقديم قوائم الحظر إلى هيئة الإذاعة والتلفزيون والاتصالات الكندية للموافقة عليها، إذ لن يكون هناك إشراف قضائي، ولا يمكن لمحكمة الاستئناف الفيدرالية التدخل إلا بعد الواقعة. جادلت المجموعة بأن البث غير القانوني لوسائل الإعلام محفوظة الحقوق يضر بأعمالهم وأعمال منتجي المحتوى، وأن خدمات البث سهلت هذا الوصول. انتُقد الاقتراح على نطاق واسع لاحتمال إساءة استخدامه، إذ وصف مايكل جيست الاقتراح بأنه «غير حكيم وخطير»، مستشهدًا بالانتقادات المحيطة بأنظمة حظر المواقع الأخرى، ونقص الرقابة القضائية، والمخاوف من أن زيادة الحجب العرضي يمكن أن ينتهك ميثاق الحقوق والحريات، والإحصاءات التي تبين أن لكندا أقل المتوسطات العالمية لتوزيع الموسيقى غير المصرح به، وعدد المشتركين من مواطنيها في نيتفليكس أكبر من العدد في البلدان التي تطبق قواعد حظر المواقع. رفضت هيئة الإذاعة والتلفزيون والاتصالات الكندية الاقتراح، لأن قانون حقوق الطبع والنشر خارج نطاق اختصاصها.
وافقت المحكمة الفيدرالية الكندية في 18 نوفمبر 2019 وفي أول حكم من نوعه، على أمر قضائي تمهيدي يطالب مزودي خدمات الإنترنت الكنديين الرئيسيين بحظر خدمة آي بّي تي في للقرصنة، وقضت المحكمة بأن ذلك لا ينتهك حيادية الشبكة أو حرية التعبير.

### المحتوى المتطرف
صرح وزير السلامة العامة والاستعداد للطوارئ رالف غودال في مارس 2019 عقب حادثة إطلاق النار في مسجد كرايستشيرش، أن الحكومة تخطط لتقييم الطلب من منصات التواصل الاجتماعي فرض رقابة على خطاب الكراهية والمحتوى المتطرف.

## أصحاب العمل والموظفين
يمكن أن يقوم أرباب العمل الكنديين بتأديب الموظفين لكتابة رسائل إلى الصحف. أُوقفت كريستين سانت بيير، مراسلة تلفزيونية تغطي السياسة الفيدرالية لهيئة الإذاعة الكندية، في سبتمبر 2006 لكتابة رسالة لدعم القوات الكندية في أفغانستان.
أوقف كريس كيمبلينغ، مدرس ومستشار كندي، من قبل كلية كولومبيا البريطانية للمعلمين وجرى تأديبه من قبل مقاطعة مدرسة كويسنيل بسبب تعليقات مناهضة للمثليين في رسائل إلى محرر كويسنل كاريبو أوبسيرفر.
أيدت المحاكم الكندية العقوبات المهنية الموجهة للمعلمين ومستشاري المدارس بسبب كتابة رسائل إلى الصحف التي يتبين أنها تمييزية، مما يحد من حرية التعبير والدين على أساس الحفاظ على «نظام مدرسي خالٍ من التحيز والتعصب وعدم التسامح».